# Cordovan (Pferdeleder)

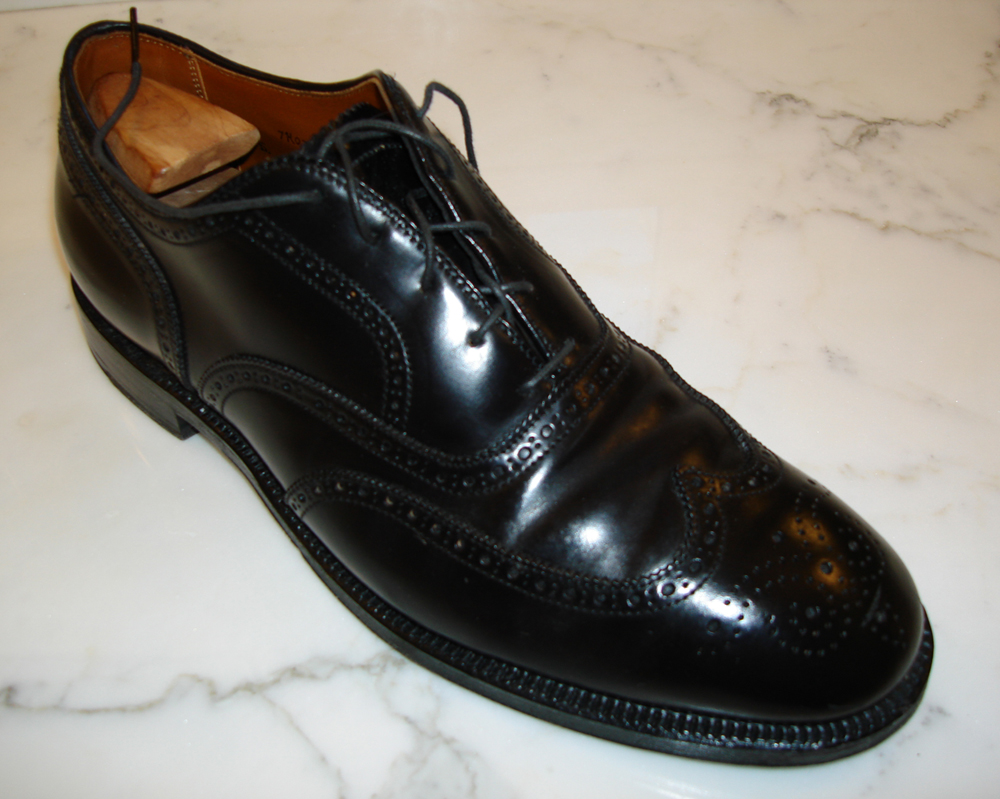
Schuh aus Cordovan-Leder

Cordovan-Leder ist eine spezielle Art des Pferdeleders. Das Leder ist sehr widerstandsfähig und wird für Lederschuhe verwendet. Das Leder ist durch seinen hohen Fettgehalt stark wasserabweisend. Es kann bei größeren Temperaturunterschieden einen weißlichen Belag aufweisen, der von aus dem Leder austretendem Fett herrührt. Dieser lässt sich mit einem weichen Tuch wegpolieren.
Der Name leitet sich von der spanischen Stadt Córdoba ab, wo diese spezielle Verarbeitung der Pferdehäute erstmals praktiziert wurde.

## Gewinnung
Es wird ausschließlich aus der Hinterpartie von Rosshäuten, den sogenannten Shells oder butts (Kruppen) gewonnen. Die Ausbeute ist relativ klein, es können pro Pferd nur zwei ovale Stücke etwa der Größe eines DIN-A3-Blattes gewonnen werden, was neben der aufwändigen vegetabilen Gerbung den hohen Preis erklärt. Diese auch Spiegel genannten Hautbereiche werden nach der Gerbung zusammenhängend aus dem sie umgebenden Leder gelöst.
Sie sind stärker als der Frontbereich und daher ideal als Schuhmaterial geeignet.

## Verarbeitung
Während bei Kalbleder die Narbenseite als Außenseite dient, wird bei Cordovan die Aasseite zur Deckseite verarbeitet. Diese anfänglich raue Seite wird so lange bearbeitet, bis sie eine glatte und porenlose Oberfläche mit einem speziellen Glanz bildet. Bei der Herstellung wird das Leder unter anderem mit Ölrezepturen behandelt und auf Glasscheiben zum Trocknen aufbewahrt. Ein Großteil der Arbeiten wird per Hand getätigt.
Der Gerbprozess dieses begehrten Leders dauert ca. sechs Monate.
Cordovan-Leder hat seinen Schwerpunkt in den Vereinigten Staaten, wo sein Herstellungsverfahren schon vor einiger Zeit perfektioniert wurde, während Schuhe aus diesem Leder in Europa seltener anzutreffen waren. Herrenschuhe aus Cordovan werden deshalb insbesondere von nordamerikanischen Schuhmachern hergestellt.